# 許鎮德
許鎮德，PDSM（1963年4月24日—），前香港警務處助理處長（資訊系統），前警察公共關係科主管
，前香港警察羽毛球會主席。

## 簡歷
許鎮德年幼時與兄長和胞姊在慈雲山邨長大，後於宣道中學（中一至中七）和香港浸會學院生物學系畢業後，於1986年成功投考加入皇家香港警務處，先後駐守於旺角警區、油尖警區、九龍城警區及深水埗警區，其後分別駐守於支援科、人事科及保安科。駐守於警區期間，曾經指揮一次行動一次過拘捕逾百名妓女及馬伕。
2001年7月11日，香港酒店業協會頒發感謝狀予時任油尖警區行動主任許鎮德，以感謝尖沙咀分區定期提供罪案情報及建立有效力的溝通渠道，使與酒店相關的罪案於同年5月至6月大幅度地下跌30%；並且協助舉辦簡布會及設立查詢熱線，減少因為香港賀歲煙花匯演及實施聖誕及新年特別人群管理措施實施時，對尖沙咀酒店所造成之不便。
2007年4月至2010年年中，許鎮德擔任行政長官副官，期間於2008年5月12日晉升為警司。2010年9月13日，許鎮德晉升為高級警司，擔任東九龍總區總部（計劃）崗位，負責將軍澳分區的升格等等事宜。2013年，許鎮德領導香港警察羽毛球隊在英國北愛爾蘭舉行的世界警察消防運動會羽毛球項目中奪得金牌。2014年3月，許鎮德晉升為總警司，於同年4月起擔任警察公共關係科主管。2015年12月調任深水埗警區指揮官，2017年2月進一步擢升為警務處助理處長。2018年5月21日，許鎮德完成警隊的最後工作天，之后他将開始退休前休假。
2019年1月1日起，出任陽光巴士執行董事，在訪問時稱自己身體狀況和精神算不錯，認為可以重返職場。而許鎮德亦於同年4月1日就任載通國際行政總監職務，負責管理九巴及龍運巴士的企業傳訊部、培訓及服務質素管理部、人力資源部及新成立的職員關係及福利服務部。
2020年4月19日世紀聯合公告，建議委任許鎮德為獨立非執行董事。

## 軼事

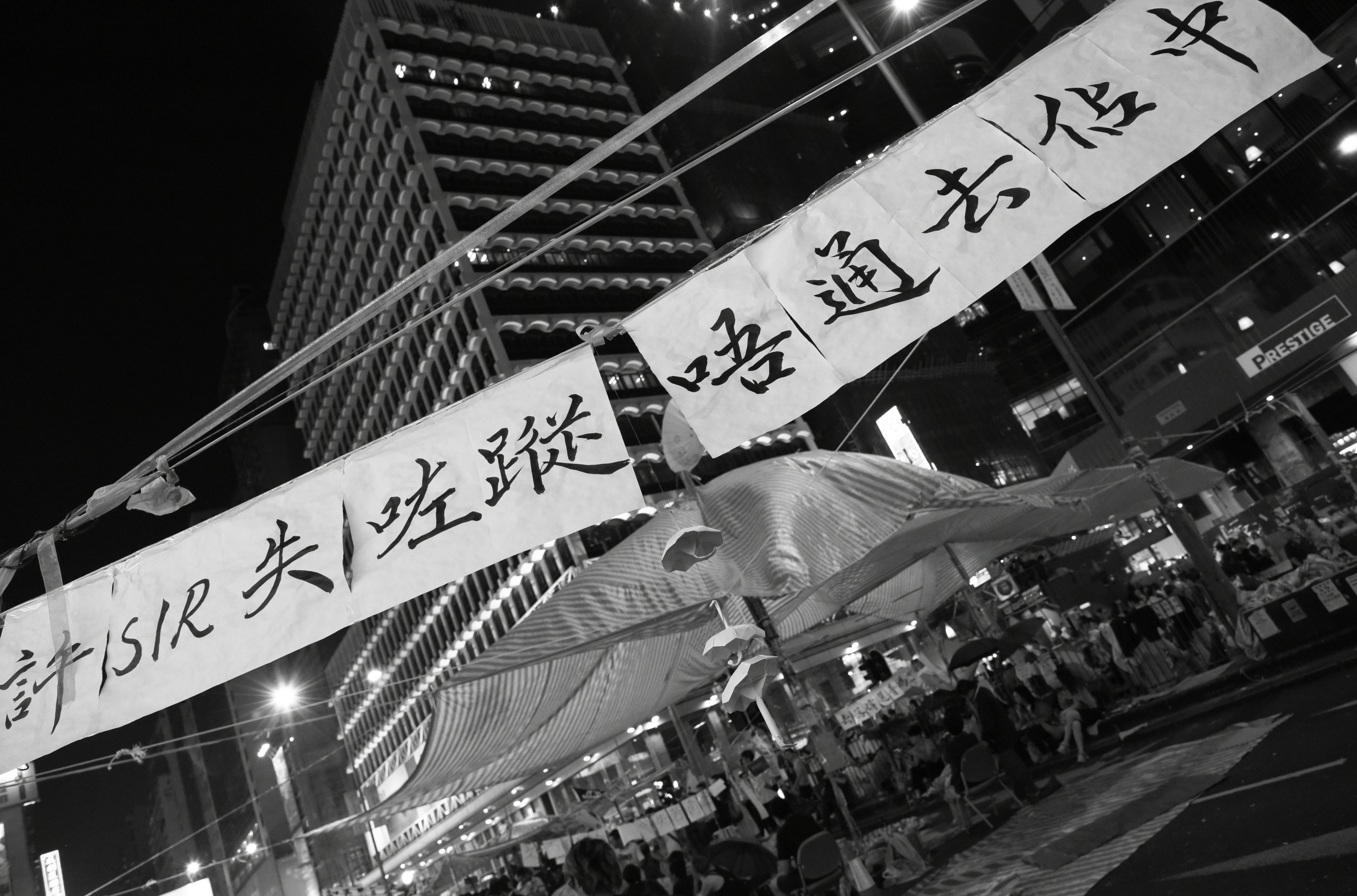
佔領中環參與者以橫額揶揄許鎮德無出席簡佈會。（許Sir失了蹤 難道去佔中）

2014年佔領中環發生後，許鎮德每日下午4時在香港警察總部召開例行簡報會（至同年11月8日為止，共41日），向香港市民及傳媒匯報相關治安及秩序情況而持續曝光，加上香港英語口音，誠懇、無擺官威及彬彬有禮的態度，最終成為網絡紅人。其簡報會被網民稱為「4點鐘許Sir」、「放學HUI」（寓意取代原時間播放兒童節目《放學ICU》的特備電視節目），備受歡迎，其口頭禪包括「好多謝你嘅提問」（很感謝你的提問）、「或者我再重申」、「容許我再強調」及「I will now recap in English」（我現在會以英語重複）等等成為潮語。有網民分別於2014年10月8日同日為他在Facebook開設兩個專頁，其中一個至2014年10月12日已經累積愈46,000個讚好，至10月14日累積逾55,000個讚好，至10月15日最高峰時期累積近57,000個讚好；亦有網民截取其主持的簡報會的電視畫面作出二次創作，甚至乎創作主題曲。2014年10月10日，許鎮德首次缺席例行簡報會，現場記者提問輪替的高級警司江敏強為何許鎮德無出席，又指出許鎮德深受網民歡迎，其專頁已經獲逾兩萬個「讚好」，欲了解警察公共關係科對此看法。江敏強回應指出，警務處具備既定的工作安排，肯定有機會再見到許鎮德，又表示對於任何正面意見及溝通，警務處都感到鼓勵。2014年10月11日，許鎮德輪值及出席簡報會，現場記者回應許鎮德提及有警務人員在示威區嘗試勸服佔領者撤離卻不果，現場記者表示許鎮德比較受到歡迎，提問他會否考慮親自到訪示威區。許鎮德回應先表示多謝關心，他指出他於過去十多日作為警察發言人出席簡報會，警察講求團隊精神，具有完備的人力資源及輪替機制，過去兩星期都透過不同渠道及形式發放信息，並且澄清一些失實的指控；對於建議，他表示警務處會認真地考慮每個提議。
2014年11月15日，許鎮德接受《蘋果日報》訪問時表示，自同年9月26日至接受訪問當日，51日無休假，早前每日舉辦例行簡報會期間，由於工作繁忙，日睡僅兩小時。期間由高級警司江敏強輪替出席例行簡報會的日子，他亦無休假，實際上繁忙於處理其他職務。他在2018年退休時接受訪問，稱工作生涯中最難忘是處理佔領中環運動，壓力相當大，亦最艱辛，警民關係趨惡劣，佔中的複雜性在香港社會和警隊是前所未有。

## 外部連結
- 香港電台《千禧年代》 警察公共關係科總警司許鎮德訪問（页面存档备份，存于）
- 許Sir許鎮德Facebook專頁[永久]
- 四點鐘許sir Facebook專頁[永久]

| 官衔          | 官衔                                             | 官衔          |
| ------------- | ------------------------------------------------ | ------------- |
| 前任： 黃國偉 | 警察公共關係科主管 2014年3月27日至2015年12月17日 | 繼任： 區展秋 |